# Christophe Mali
Pour les articles homonymes, voir Mali (homonymie), Petit et Christophe Petit.
 (avril 2012).
Si vous disposez d'ouvrages ou d'articles de référence ou si vous connaissez des sites web de qualité traitant du thème abordé ici, merci de compléter l'article en donnant les références utiles à sa vérifiabilité et en les liant à la section « Notes et références ».
Christophe Petit, dit Christophe Mali ou simplement Mali, est un comédien et auteur-compositeur-interprète français, né le 25 août 1976 à Antony (Hauts-de-Seine). Il est notamment connu comme membre du groupe Tryo.
Son nom de scène est un surnom donné par des amis comédiens slaves, qui l'ont appelé ainsi car « petit » se dit « mali » en serbo-croate.

## Biographie
Enfant, Christophe Mali s'est passionné pour le théâtre, et notamment pour l'improvisation. Il a joué d'abord dans la troupe Firmin Gémier d’Antony puis dans la troupe de Zarina Khan avec laquelle il joue dans le dictionnaire de la vie à la cartoucherie de Vincennes : il a alors 16 ans. Il entame ensuite une tournée à travers l’Europe pendant 4 ans.
Il interprète également Raskolnikov dans une adaptation de Crime et Châtiment de Fiodor Dostoïevski et crée le rôle de Johnatan brunes dans le seul en scène le brasseur de lunes du poète Jean Laugier, seul en scène qu’il reprendra des années plus tard au lavoir moderne parisien dans une mise en scène de Jean Jacques charriere.
Christophe Mali a aussi écrit plusieurs pièces et mis en scène des comédies musicales dans lesquelles il était également acteur et musicien.
Une licence de philosophie et un DEUG de sociologie en poche, il abandonne ses études pour se consacrer au théâtre et à la musique.
Membre fondateur du groupe Tryo depuis 1995 (chanteur, guitariste, accordéoniste, pianiste), il a commencé une carrière solo en octobre 2004 qu’il reprend en 2024.
Il sort en 2006 son premier album solo « je vous emmène » réalisé par Edith Fambuena qui devient disque d’or et qu’il défend sur scène en piano voix,. Il est alors nommé aux victoires de la musique dans la catégorie révélation scène.
Il est coach scénique depuis 2007 sur le chantier des Francofolies où il a travaillé la scène avec de nombreux artistes émergents tels que Zaz, Py Ja Ma, Ours, Georgio, Carmen Maria Vega, la fiancée, Pomme, etc.
En parallèle, il met en scène des spectacles et concerts entre autres de LEJ , Tété , Vidéo Club, Boulevard des airs, etc.
Il a également mis en espace le spectacle De droite à gauche de Gérald Dahan.
En 2010, il interprète le second rôle Don José  dans Carmen Opéra Rock  mise en scène par Alexis Michalik au côté de Julie Zenatti dans le rôle de Carmen dans le cadre du festival les mises en capsule
Il est, en 2021, membre du jury pour l’émission de Nagui « The Artist » sur France télévision.
En 2024, il revient avec un projet solo prévu début 2025 dont le premier extrait est un duo « Derniers humains » en duo avec Lucie Lebrun, membre du groupe LEJ. L'album « Humain» sort en mars 2025. Il contient entre autres le titre « À quoi ça sert ? » en duo avec Alain Souchon.

## Discographie solo

### Albums
- 2006 : Je vous emmène (20 mars 2006)
- 2025 : Humain (7 mars 2025)

### Collaborations
- 2018 : Ça me tente avec Mrs Yéyé
- 2022 : le grand défi co-écrit avec David Hallyday
- 2024 : derniers humains en duo avec Lucie Lebrun (LEJ)

### Chansons composées pour Tryo
1. Pour un flirt avec la crise
2. La Révolution
3. La Misère d'en face
4. Un homme qui aime les femmes
5. France Télécom
6. Le Petit Chose
7. Plus on en fait
8. Les Extrêmes
9. La Débandade
10. Sortez-les
11. Pomp'Afric
12. Si la vie m'a mis là (seulement les paroles)
13. Serre-moi
14. Désolé pour hier soir
15. Pas pareil
16. Apocalypticodramatic
17. Ce que l'on s'aime
18. Jocelyne
19. El dulce de leche
20. L'Air du plastique
21. Quand les hommes s'ennuient
22. Mrs Roy
23. Marcher droit
24. Une saison de trop
25. Greenwashing
26. Ladilafé
27. Bryan Williamson
28. Pas banal
29. Un jugement sans appel
30. Quand la nuit devient blanche
31. Mourir la mort
32. Marine est là
33. Du cinéma
34. Rassurer finkielkraut
35. On vous rassure
36. Obsolète
37. Qatar 2022
38. Le petit prince
39. 2050-2100
40. Adolescent
41. En marche, en replay
42. On a danse
43. Samba
44. Feministe
45. Lila
46. Mon meilleur ami
47. Chant de bataille
48. Ta planète